# C/1948 V1
C/1948 V1也稱為1948年日食彗星，是1948年11月1日日食期間發現的一顆特別明亮彗星。儘管在日食期間曾觀測到幾顆彗星，但1948年日食彗星也許是最著名的； 然而最好觀測地是南半球。
當彗星在日全食期間首次被發現時，視星等為-2等； 因為它靠近近日點，所以是彗星峰值亮度。當它遠離太陽時，在晨曦中的能見度提高；亮度接近0等，顯示出一條大約30度長的彗尾，然後亮度在12月底下降到肉眼可見範圍以外

## 外部連結
- Orbital simulation from JPL (Java) / Ephemeris （页面存档备份，存于）。